# 西那須野郵便局
西那須野郵便局（にしなすのゆうびんきょく）は栃木県那須塩原市にある郵便局。民営化前の分類では集配普通郵便局であった。

## 概要
住所：〒329-2799 栃木県那須塩原市五軒町5-10

## 沿革
- 1885年（明治18年）9月1日 - 三島（みしま）郵便局（五等）として開設[1]。
- 1889年（明治22年）9月16日 - 那須郵便局に改称
- 1890年（明治23年）4月1日 - 為替取扱を開始。
- 1891年（明治24年）1月27日 - 西那須郵便局に改称
- 19xx年 - 西那須野郵便局に改称。
- 1953年（昭和28年）8月1日 - 電気通信業務の取扱を西那須野電報電話局に移管[2]。
- 1956年（昭和31年）11月1日 - 電話通話および和文電報受付事務の取扱を開始。
- 1971年（昭和46年）6月7日 - 那須郡西那須野町永田町から同町五軒町に移転。
- 1975年（昭和50年）8月1日 - 特定郵便局から普通郵便局に局種別改定。
- 1976年（昭和51年）7月10日 - 風景入通信日付印の使用を開始。
- 1999年（平成11年） - 外国通貨の両替および旅行小切手の売買に関する業務取扱を開始。
- 2007年（平成19年）10月1日 - 民営化に伴い、併設された郵便事業西那須野支店に一部業務を移管。
- 2012年（平成24年）10月1日 - 日本郵便株式会社発足に伴い、郵便事業西那須野支店を西那須野郵便局に統合。

## 取扱内容
- 郵便、印紙、ゆうパック、内容証明
- 貯金、為替、振替、振込、国際送金、国債、投資信託
- 生命保険、バイク自賠責保険、自動車保険
- ゆうちょ銀行ATM
- 「329-27xx」区域（那須塩原市（旧那須郡西那須野町域））の集配業務
- ゆうゆう窓口

## 周辺
- 那須塩原市立三島小学校
- 栃木県道317号西那須野停車場線
- 国道4号
- 国道400号

## アクセス
- 東日本旅客鉄道（JR東日本）東北本線（宇都宮線）西那須野駅から北西へ約1.2km（徒歩約14分）
- JRバス関東 三島小学校前停留所下車
- 東北自動車道 西那須野塩原ICから南東へ約4.5km
- 駐車場あり：20台